# Open Città di Bari
L'Open Città di Bari è un torneo professionistico di tennis che si tiene a Bari in Italia dal 2021. L'evento fa parte dell'ATP Challenger Tour e si gioca sui campi in cemento del Country Club.

## Storia
La prima edizione si sarebbe dovuta tenere nel 2019 ma era stata cancellata per motivi logistici.  L'edizione del 2020 fu cancellata per Covid. Venne infine inaugurato nel novembre 2021 come torneo della categoria Challenger 80, con un montepremi di 44 820 €.
Il grande tennis mancava a Bari dal 1989; tra il 1981 e il 1983 si tenne in città il Bari Challenger, altro torneo del circuito Challenger, che nel 1984 entrò a far parte del circuito Grand Prix come trofeo Kim Top Line; l'ultima edizione barese di questo evento fu quella del 1989 e il torneo fu spostato prima a Genova e successivamente in Austria.

## Albo d'oro

### Singolare
| Anno | Campione   | Finalista    | Punteggio |
| ---- | ---------- | ------------ | --------- |
| 2021 | Oscar Otte | Daniel Masur | 7–5, 7–5  |

### Doppio
| Anno | Campioni                         | Finalisti                             | Punteggio |
| ---- | -------------------------------- | ------------------------------------- | --------- |
| 2021 | Lloyd Glasspool Harri Heliövaara | Andrea Vavassori David Vega Hernández | 6–3, 6–0  |